# Fokke Simonszstraat 45-49
De Fokke Simonszstraat 45-49 te Amsterdam is een gebouw in Amsterdam-Centrum, Weteringbuurt. 

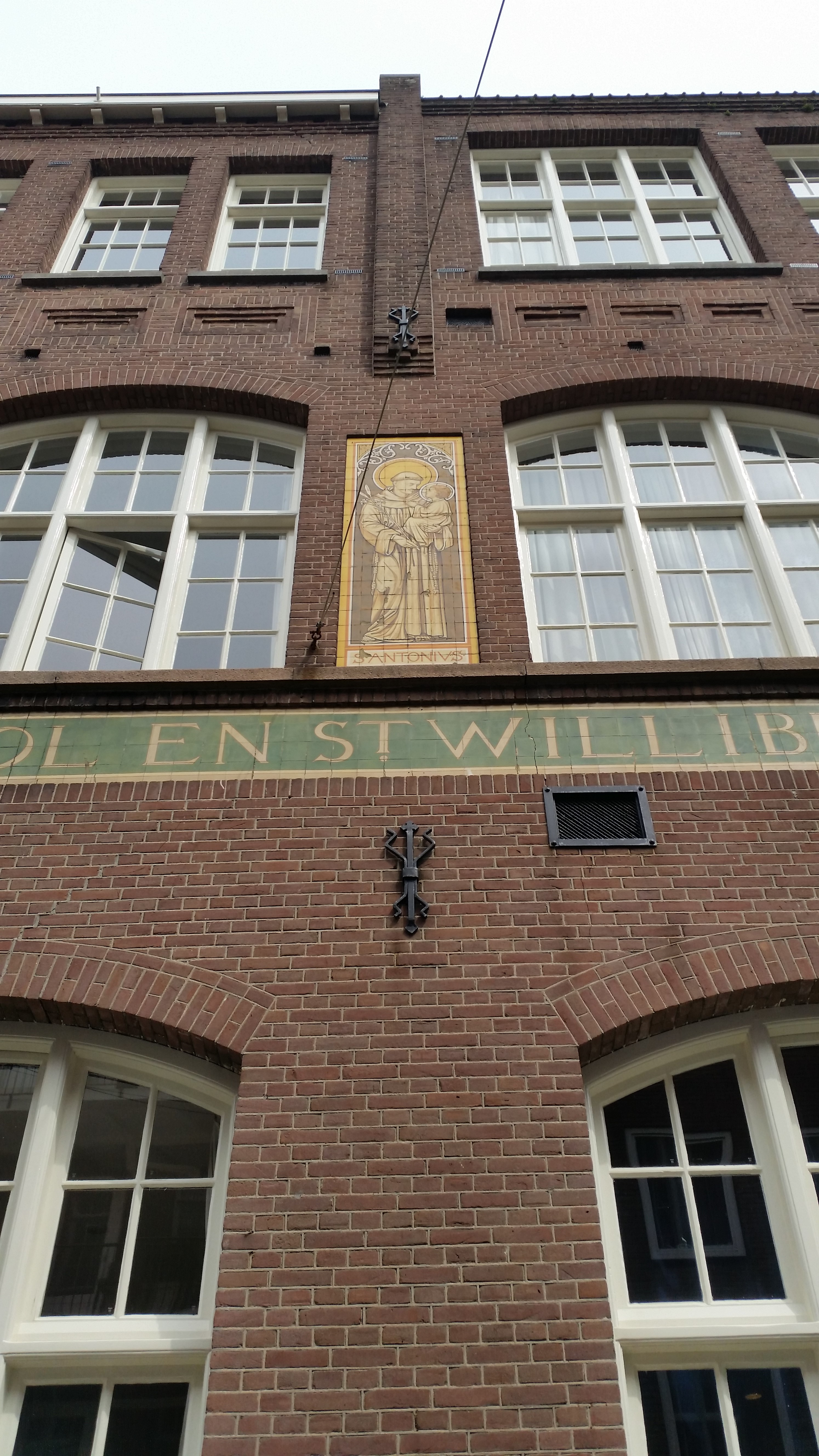
Middelste tableau (mei 2020)

Het gebouw dateert uit 1907/1908 en heeft dus de periode dat de Fokke Simonszstraat nog Nieuwe Looiersgracht was niet meegemaakt (demping circa 1875). De Fokke Simonszstraat laat een mengeling zien van allerlei bouwstijlen, in de loop der jaren verdween de originele bebouwing, maar ook de daaropvolgende gebouwen doorstonden de tand des tijds niet allemaal. Dit schoolgebouw uit 1908 is ontworpen door Peter Bekkers, die hier om de hoek woonde aan de Prinsengracht. Hij kreeg de opdracht van de parochianen van Sint-Willibrordus binnen de Veste, de latere Kerk De Duif. Er werd hier op 1 januari 1908 alleen een jongensschool (een zogenaamde R.K. Parochiale Armenschool) met de naam St. Antoniusschool geopend met daaraan gelieerd het St. Willibrorduspatronaat; tot in de jaren zestig hield de school het vol, al was het dan al wel een gemengde school. Toen was de buurt minder kinderrijk; het gebouw kreeg keer op keer een herbestemming. Er is sprake van enig siermetselwerk, maar het wordt overheerst door een sobere bouwstijl. Opvallend zijn drie tegeltableaus in de gevel aan de Fokke Simonszstraat met afbeelding van de heilige Sint Franciscus, Sint Antonius en Sint Willibrordus. Daaronder is een tegeltableau te zien met de naam. Het gebouw heeft net als andere gebouwen aan deze straat een achtergevel aan de achterliggende Nieuwe Looiersstraat; (huisnummer 100) deze is zo mogelijk nog soberder uitgevoerd.
Na de diverse herbestemmingen werden er appartementen in gebouwd. Het gebouw is sinds 2006 een gemeentelijk monument.